# Луч-5В
«Луч-5В» — российский телекоммуникационный спутник-ретранслятор (СР), создаваемый ОАО «Информационные спутниковые системы» имени академика М.Ф. Решетнёва» по государственному контракту с Федеральным Космическим Агентством России на основе легкой платформы Экспресс-1000. «Луч-5В» станет третьим в серии из четырёх спутников, являющихся частью многофункциональной космической системы ретрансляции (МКСР) «Луч», наряду с «Луч-5А», «Луч-5Б» и экспериментальным «Енисей-А1» (ранее «Луч-4»).

## Миссия
Как и аналогичные СР «Луч-5А» и «Луч-5Б», «Луч-5В» предназначен для работы с низколетящими спутниками с высотой орбит до 2000 км над поверхностью Земли, такими как пилотируемые космические комплексы, космические корабли, а также ракеты-носители, разгонные блоки и др. КА «Луч» должны принимать от них информацию (как телеметрическую, так и целевую) на участках полета, находящихся вне зон видимости с территории России, и ретранслировать её в режиме реального времени на российские земные станции. В то же время, обеспечивается возможность передачи команд управления на эти КА.
«Луч-5В» может с высокой точностью ориентировать свои антенны на низколетящие объекты ракетно-космической техники, захватывать и сопровождать их по трассе полета. Для этого, КА имеет две большие антенны с узкими диаграммами направленности (одна Ku-диапазона, другая — S-диапазона), каждая из которых может независимо сопровождать свой объект.
Равномерное расположение трёх спутников на геостационарной орбите позволяет поддерживать связь с космическими аппаратами находящимися над любой точкой Земного шара (кроме приполярных областей, невидимых с геостационарной орбиты).

## Платформа
Как и КА «Луч-5А» и «Луч-5Б», КА «Луч-5В» строится на спутниковой платформе Экспресс-1000К, которая является самой лёгкой из всех платформ Экспресс. Одной из особенностей платформы является комбинированная система терморегулирования, где применяется полностью резервированный жидкостный контур. Оборудование платформы размещено на сотопанелях (с внутренним строением пчелиных сот), которые в свою очередь крепятся на изогридную («вафельную») центральную трубу. На спутнике применяются солнечные батареи производства ОАО «Сатурн» (г. Краснодар) на основе трёхкаскадных арсенид-галлиевых фотопреобразователей и стационарные плазменные двигатели СПД-100 производства ОКБ «Факел» (г. Калининград) для осуществления коррекции по долготе.

## Полезная нагрузка
В основном, целевая аппаратура, устанавливаемая на «Луч-5В», аналогична спутникам «Луч-5А» и «Луч-5Б». Полезная нагрузка КА «Луч-5В» будет обладать следующими характеристиками:
- 6 транспондеров S- и Ku-диапазонов. ЭИИМ стволов: 23-59,6 дБВт, G/T (добротность стволов): 16,5-25,1 дБ/К[6];
- Две 4-метровые трансформируемые антенны с узкими диаграммами направленности: одна из антенн работает в Ku-диапазоне частот, другая — в S-диапазоне. Пропускная способность каналов: Ku-диапазона 150 Мбит/с, S-диапазона — до 5 Мбит/с. Спицы антенн изготовлены из композиционных материалов, а радиоткань из позолоченной микропроволоки;
- Специальные ретрансляторы российской системы дифференциальной коррекции и мониторинга (СДКМ). Через эти ретрансляторы с комплексов закладки и контроля СДКМ передается корректирующая информация и данные о целостности радионавигационных полей ГЛОНАСС и GPS, что позволяет увеличить точность навигационных определений до уровня менее 1 м на территории России.

## Запуск и использование спутника
Запуск спутника произведён 28 апреля 2014 года с космодрома Байконур с помощью РН «Протон-М» в паре со спутником «Казсат-3».
В декабре 2015 система МСКР с КА серии «Луч» принята в опытную эксплуатацию.
Управление КА осуществляется из ЦУП ЦНИИМаш. PRN код спутника 140.